# Hilalaye
Hilalaye (ook: Iddan, Īdān, Iddam, Iidaan, Jdam of Hiilalaaye) is een bron aan de kust van de Indische Oceaan in het district Hobyo in de regio Mudug in de niet-erkende staat Galmudug in centraal Somalië. De locatie wordt met regelmaat op kaarten aangegeven als een dorp, maar dat is onjuist. Met uitzondering van de ruïne van een schuur is er geen permanente bebouwing. Dit deel van de kust van Somalië is vrijwel onbewoond, net zoals de spaarzaam begroeide steppen in het achterland. Nomadische veehouders uit de streek komen naar deze bron om hun vee te drenken. Circa 45 km landinwaarts ligt de bron Daborow.